# 校椅镇
校椅镇，是中华人民共和国广西壮族自治区南宁市横州市下辖的一个乡镇级行政单位。

## 行政区划
校椅镇下辖以下地区：
校椅社区、韦村、樟西村、榃汶村、龙省村、横塘村、石井村、贺桂村、六凤村、东圩村、罗村、白衣村、六蓝村、临江村、旺安村、草木村、青桐村、塘村、六味村、榃桥村、榃冷村和中团村。